# Variationen über ein Thema von Haydn
Die Variationen über ein Thema von Haydn op. 56a sind ein Variationswerk für Orchester von Johannes Brahms. Das Werk entstand im Sommer des Jahres 1873 in Tutzing. Die Uraufführung fand am 2. November 1873 in Wien unter Brahms’ Leitung statt. Aus Brahms’ Feder stammt auch eine Fassung für zwei Klaviere (op. 56b). Die Klavierfassung wurde am 10. Februar 1874 ebenfalls in Wien uraufgeführt.

## Über das Werk
1870 stieß Brahms auf sechs Feldpartien oder Divertimenti, die wahrscheinlich fälschlich Joseph Haydn zugeschrieben wurden. Brahms legte seinen Variationen den zweiten Satz aus dem sechsten Divertimento in B-Dur für zwei Oboen, drei Fagotte und Serpent, zwei Hörner (Hob.II:46) zugrunde. Dieser Satz ist überschrieben mit „Chorale St. Antoni“. Eine Besonderheit des ersten Teils des Chorals, in dem das Thema vorgestellt wird, liegt darin, dass er aus zwei jeweils fünftaktigen Perioden besteht, die in fast sämtlichen neun Variationen wiederholt werden.
Der Choral stammt möglicherweise nicht vom Komponisten des Divertimentos. Eduard Hanslick nahm an, dass der Choral ursprünglich ein Wallfahrtslied gewesen sei. Darüber hinaus wird vermutet, der Choral könnte zu Ehren des heiligen Antonius von Padua an dessen Gedenktag von Büßern gesungen worden sein, als sie aus ihren Dörfern in West-Ungarn (heute Burgenland) zu einer bestimmten St. Antonius-Kapelle pilgerten, wo sie von den Barmherzigen Brüdern erwartet wurden.
Die Besetzung besteht aus Piccoloflöte, zwei Flöten, zwei Oboen, zwei Klarinetten, zwei Fagotten, Kontrafagott, vier Hörnern, zwei Trompeten, Pauken, Triangel und Streichern.
Besondere Hervorhebung verdient das sorgfältig ausgearbeitete Finale, in dem ein vom Thema abgeleiteter fünftaktiger Basso ostinato durchgängig wiederholt und in einer Molltrübung abgewandelt wird, bevor zum krönenden Abschluss das Anfangsthema wiederum erscheint. An dieser Stelle erlaubt sich der sonst eher zurückhaltende Brahms den Einsatz einer Triangel.

## Satzbezeichnungen
1. Thema. Chorale St. Antoni. Andante
2. Variation I. Poco più animato
3. Variation II. Più vivace
4. Variation III. Con moto
5. Variation IV. Andante con moto
6. Variation V. Vivace
7. Variation VI. Vivace
8. Variation VII. Grazioso
9. Variation VIII. Presto non troppo
10. Finale. Andante